# Daniel Ricciardo
Daniel Joseph Ricciardo (* 1. července 1989 Perth) je bývalý australský pilot Formule 1. Pro sezónu 2011 nahradil v týmu Hispania Racing Naraina Karthikeyana. V letech 2012 a 2013 závodil v týmu Toro Rosso, v roce 2014 přešel k Red Bullu, kde třikrát vyhrál, poprvé při GP Kanady. Závodil za tým McLaren, kde nahradil Carlose Sainze. V sezóně 2023 figuroval jako rezervní jezdec Red Bullu, dokud nebyl 11. července 2023 ohlášen jako jezdec pro tým Scuderia AlphaTauri, kde nahradil kvůli špatným výkonům Nycka de Vriese. V roce 2024 v týmu zůstal, po Grand Prix Singapuru ho ale kvůli nevyhovujícím výsledkům nahradil Liam Lawson.
Ricciardo ve Formuli 1 získal celkem 8 vítězství, 3 pole position, 17 nejrychlejších kol a 32 pódií. V roce 2022 získal ocenění Člen Řádu Austrálie.

## Kariéra před Formulí 1

### Začátky
Od devíti let startoval na motokárách. V roce 2005 přestoupil do šampionátu Západní Austrálie Formule Ford, kde skončil osmý. V roce 2006 získal stipendium u týmu Eurasia Motorsport, se kterým se zúčastnil asijského mistrovství Formule BMW, během sezony si vyjel pole position a dvakrát zvítězil. V poháru jezdců skončil třetí s 231 body, 59 bodů za mistrem. V srpnu 2006 odjel jeden závod v britské sérii Formule BMW, dojel osmý a obdržel 3 body. V závěru roku získal pátou příčku ve Světovém finále F BMW v týmu Fortec Motorsport.

### Formule Renault
V roce 2007 se přesunul do Evropy, kde startoval v evropském a italském šampionátu Formule Renault. V italské verzi se 196 body a jedním pódiem obsadil sedmou příčku. V evropské mutaci odjel pouze několik grand prix. Ve stejném voze zůstal i v roce 2008, působil v šampionátech Evropy a západní Evropy, kde si vyjel titul a v Eurocupu získal druhou pozici.

### Formule 3
Uprostřed sezony 2008 debutoval ve formuli 3 na Nürburgringu. Kvalifikoval se osmý a dojel šestý.
V roce 2009 si vybral za své působiště tým Carlin Motorsport v britské formuli 3. Také absolvoval svou premiéru ve World Series by Renault. Britský šampionát F3 vyhrál díky 87 bodům jako první Australan po Davidu Brabhamovi, který to dokázal v roce 1989. S týmem pokračoval i ve slavné Grand Prix Macaa, kde po šestém místě v kvalifikaci závod nedokončil.

### Formule Renault 3.5
30. října 2009 podepsal smlouvu se stájí Tech 1 pro sezonu 2010 v sérii Formule Renault 3.5. V celkovém pořadí skončil druhý s 8 pole position a čtyřmi výhrami. V roce 2011 jezdil pro tým ISR Racing.

## Formule 1
Ve formuli jedna se poprvé svezl v prosinci 2009, když testoval pro Red Bull Racing v rámci testu mladých jezdců na okruhu Jerez. V posledním dni testování zajel Ricciardo nejrychlejší čas o více než sekundu lepší než ostatní. Díky tomu se stal jedním z testovacích a rezervních jezdců jak pro Red Bull Racing, tak pro jeho sesterskou stáj Scuderia Toro Rosso. V listopadu 2010 se opět zúčastnil jako jediný jezdec Red Bull Racingu testu mladých jezdců na konci sezony, kterému zcela dominoval, když zajel o 1,3 sekundy rychlejší čas než Vettelovo kvalifikační kolo v sobotu předtím.
Pro sezonu 2011 byl 26. listopadu 2010 oznámen jako testovací a náhradní pilot Toro Rosso. Účastnil se pátečních tréninků. V Grand Prix Velké Británie 2011 debutoval za tým Hispania Racing, kde nahradil Inda Naraina Karthikeyana, v kvalifikaci skončil na posledním 24. místě a v závodě s tříkolovou ztrátou dojel na poslední 19. pozici.

### 2012–2013: Toro Rosso

#### 2012
Po desátém místě v kvalifikaci na Grand Prix Austrálie obsadil devátou příčku a získal své první dva body ve formuli jedna. Po patnáctém místě v kvalifikaci obsadil v malajsijské velké ceně dvanáctou příčku. Sedmnáctý skončil v kvalifikaci na Velkou cenu Číny a v závodě obsadil stejnou příčku. V kvalifikaci na GP Bahrajnu si vyjel 6. pozici, což bylo jeho nejlepší dosavadní kvalifikační výsledek v kariéře. Závod dokončil patnáctý. Z patnáctého místa v kvalifikaci Grand Prix Španělska získal 13. místo. GP Monaka po startu z 16. příčky nedokončil, když měl v 65. kole poruchu řízení. Se dvěma body držel 18. příčku.

### 2014–2018: Red Bull Racing

#### 2014
Po druhém místě v kvalifikaci na Grand Prix Austrálie dokončil druhý za Nicem Rosbergem, po závodě byl však diskvalifikován, protože jeho vůz porušoval pravidlo omezujícího průtoku paliva. V Malajsii Ricciardo kvůli mnoha problémům ze závodu odstoupil. Při Grand Prix Bahrajnu a Grand Prix Číny získal 24 bodů za dvě 4. místa. Poprvé se na stupních vítězů objevil ve Španělsku, kde skončil za oběma Mercedesy na 3. místě, úspěch na stupních vítězů opakoval při Grand Prix Monaka. V Grand Prix Kanady přišel zlom v jeho kariéře. Těsně před koncem závodu se dostal před Sergia Péreze a následně před vedoucího muže Nica Rosberga. Závod dokončil první za safety carem kvůli nehodě Felipeho Massy a Sergia Péreze. V Rakousku měl Red Bull smůlu, Ricciardo dojel až na osmém místě. V Grand Prix Velké Británie se opět postavil na stupně vítězů, když dojel třetí. V Německu dojel až šestý za Fernandem Alonsem. V Grand Prix Maďarska se uskutečnila v posledních zatáčkách bitva o vítězství, kterou vedl Fernando Alonso na Ferrari, Lewis Hamilton na Mercedesu a Daniel Ricciardo na Red Bullu. Ricciardovi se povedlo oba předjet a s dostatečným náskokem dojel do cíle na prvním místě. Kvůli kolizi obou Mercedesů při Grand Prix Belgie dokázal získat své třetí vítězství v této sezoně a také třetí v jeho kariéře. Daniel Ricciardo se dostal do boje o titul mistra světa roku 2014, byl na třetím místě v poháru jezdců se 156 body.

## Kompletní výsledky ve Formuli 1
| Legenda k tabulce | Legenda k tabulce                                                                       |
| Barva             | Výsledek                                                                                |
| ----------------- | --------------------------------------------------------------------------------------- |
| Zlatá             | Vítěz                                                                                   |
| Stříbrná          | 2. místo                                                                                |
| Bronzová          | 3. místo                                                                                |
| Zelená            | Bodované umístění                                                                       |
| Modrá             | Nebodované umístění                                                                     |
| Modrá             | Dokončil neklasifikován (NC)                                                            |
| Fialová           | Odstoupil (Ret)                                                                         |
| Červená           | Nekvalifikoval se (DNQ)                                                                 |
| Červená           | Nepředkvalifikoval se (DNPQ)                                                            |
| Černá             | Diskvalifikován (DSQ)                                                                   |
| Bílá              | Nestartoval (DNS)                                                                       |
| Bílá              | Závod zrušen (C)                                                                        |
| Světle modrá      | Pouze trénoval (PO)                                                                     |
| Světle modrá      | Páteční testovací jezdec (TD)                                                           |
| Bez barvy         | Netrénoval (DNP)                                                                        |
| Bez barvy         | Vyřazen (EX)                                                                            |
| Bez barvy         | Nepřijel (DNA)                                                                          |
| Bez barvy         | Odvolal účast (WD)                                                                      |
| Bez barvy         | Nezúčastnil se (prázdné)                                                                |
| Označení          | Význam                                                                                  |
| Tučnost           | Pole position                                                                           |
| Kurzíva           | Nejrychlejší kolo                                                                       |
| †                 | Jezdec nedojel do cíle, ale byl klasifikován, protože odjel více než 90 % délky závodu. |
| ‡                 | Byl udělován poloviční počet bodů, protože bylo odjeto méně než 75 % délky závodu.      |
| Horní index       | Umístění bodujících jezdců ve sprintu                                                   |

| Rok  | Tým                          | Šasi            | Motor                                  | 1       | 2       | 3      | 4       | 5       | 6       | 7      | 8      | 9       | 10     | 11      | 12      | 13      | 14      | 15      | 16      | 17      | 18      | 19      | 20      | 21      | 22     | 23  | 24  | Body | Umístění  |
| ---- | ---------------------------- | --------------- | -------------------------------------- | ------- | ------- | ------ | ------- | ------- | ------- | ------ | ------ | ------- | ------ | ------- | ------- | ------- | ------- | ------- | ------- | ------- | ------- | ------- | ------- | ------- | ------ | --- | --- | ---- | --------- |
| 2011 | Scuderia Toro Rosso          | Toro Rosso STR6 | Ferrari 056 2,4 V8                     | AUS TD  | MAL TD  | CHN TD | TUR TD  | ESP TD  | MON TD  | CAN TD | EUR TD |         |        |         |         |         |         |         |         |         |         |         |         |         |        |     |     | 0    | 27. místo |
| 2011 | Hispania Racing F1 Team      | Hispania F111   | Cosworth CA2011 2,4 V8                 |         |         |        |         |         |         |        |        | GBR 19  |        |         |         |         |         |         |         |         |         |         |         |         |        |     |     | 0    | 27. místo |
| 2011 | HRT Formula 1 Team           | Hispania F111   | Cosworth CA2011 2,4 V8                 |         |         |        |         |         |         |        |        |         | GER 19 | HUN 18  | BEL Ret | ITA NC  | SIN 19  | JPN 22  | KOR 19  | IND 18  | ABU Ret | BRA 20  |         |         |        |     |     | 0    | 27. místo |
| 2012 | Scuderia Toro Rosso          | Toro Rosso STR7 | Ferrari 056 2,4 V8                     | AUS 9   | MAL 12  | CHN 17 | BHR 15  | ESP 13  | MON Ret | CAN 14 | EUR 11 | GBR 13  | GER 13 | HUN 15  | BEL 9   | ITA 12  | SIN 9   | JPN 10  | KOR 9   | IND 13  | ABU 10  | USA 12  | BRA 13  |         |        |     |     | 10   | 18. místo |
| 2013 | Scuderia Toro Rosso          | Toro Rosso STR8 | Ferrari 056 2,4 V8                     | AUS Ret | MAL 18† | CHN 7  | BHR 16  | ESP 10  | MON Ret | CAN 15 | GBR 8  | GER 12  | HUN 13 | BEL 10  | ITA 7   | SIN Ret | KOR 19† | JPN 13  | IND 10  | ABU 16  | USA 11  | BRA 10  |         |         |        |     |     | 20   | 14. místo |
| 2014 | Infiniti Red Bull Racing     | Red Bull RB10   | Renault Energy F1-2014 1,6 V6 t        | AUS DSQ | MAL Ret | BHR 4  | CHN 4   | ESP 3   | MON 3   | CAN 1  | AUT 8  | GBR 3   | GER 6  | HUN 1   | BEL 1   | ITA 5   | SIN 3   | JPN 4   | RUS 7   | USA 3   | BRA Ret | ABU 4   |         |         |        |     |     | 238  | 3. místo  |
| 2015 | Infiniti Red Bull Racing     | Red Bull RB11   | Renault Energy F1-2015 1,6 V6 t        | AUS 6   | MAL 10  | CHN 9  | BHR 6   | ESP 7   | MON 5   | CAN 13 | AUT 10 | GBR Ret | HUN 3  | BEL Ret | ITA 8   | SIN 2   | JPN 15  | RUS 15† | USA 10  | MEX 5   | BRA 11  | ABU 6   |         |         |        |     |     | 92   | 8. místo  |
| 2016 | Red Bull Racing              | Red Bull RB12   | Renault TAG Heuer 1,6 V6 t             | AUS 4   | BHR 4   | CHN 4  | RUS 11  | ESP 4   | MON 2   | CAN 7  | EUR 7  | AUT 5   | GBR 4  | HUN 3   | GER 2   | BEL 2   | ITA 5   | SIN 2   | MAL 1   | JPN 6   | USA 3   | MEX 3   | BRA 8   | ABU 5   |        |     |     | 256  | 3. místo  |
| 2017 | Red Bull Racing              | Red Bull RB13   | Renault TAG Heuer 1,6 V6 t             | AUS Ret | CHN 4   | BHR 5  | RUS Ret | ESP 3   | MON 3   | CAN 3  | AZE 1  | AUT 3   | GBR 5  | HUN Ret | BEL 3   | ITA 4   | SIN 2   | MAL 3   | JPN 3   | USA Ret | MEX Ret | BRA 6   | ABU Ret |         |        |     |     | 200  | 5. místo  |
| 2018 | Aston Martin Red Bull Racing | Red Bull RB14   | Renault TAG Heuer 1,6 V6 t             | AUS 4   | BHR Ret | CHN 1  | AZE Ret | ESP 5   | MON 1   | CAN 4  | FRA 4  | AUT Ret | GBR 5  | GER Ret | HUN 4   | BEL Ret | ITA Ret | SIN 6   | RUS 6   | JPN 4   | USA Ret | MEX Ret | BRA 4   | ABU 4   |        |     |     | 170  | 6. místo  |
| 2019 | Renault Sport F1 Team        | Renault R.S.19  | Renault E-Tech 19 1,6 V6 t             | AUS Ret | BHR 18† | CHN 7  | AZE Ret | ESP 12  | MON 9   | CAN 6  | FRA 11 | AUT 12  | GBR 7  | GER Ret | HUN 14  | BEL 14  | ITA 4   | SIN 14  | RUS Ret | JPN DSQ | MEX 8   | USA 6   | BRA 6   | ABU 11  |        |     |     | 54   | 9. místo  |
| 2020 | Renault DP World F1 Team     | Renault R.S.20  | Renault E-Tech 20 1,6 V6 t             | AUT Ret | STY 8   | HUN 8  | GBR 4   | 70A 14  | ESP 11  | BEL 4  | ITA 6  | TUS 4   | RUS 5  | EIF 3   | POR 9   | EMI 3   | TUR 10  | BHR 7   | SKR 5   | ABU 7   |         |         |         |         |        |     |     | 119  | 5. místo  |
| 2021 | McLaren F1 Team              | McLaren MCL35M  | Mercedes M12 E Performance 1,6 V6 t    | BHR 7   | EMI 6   | POR 9  | ESP 6   | MON 12  | AZE 9   | FRA 6  | STY 13 | AUT 7   | GBR 5  | HUN 11  | BEL 4‡  | NED 11  | ITA 13  | RUS 4   | TUR 13  | USA 5   | MXC 12  | SAP Ret | QAT 12  | SAU 5   | ABU 12 |     |     | 115  | 8. místo  |
| 2022 | McLaren F1 Team              | McLaren MCL36   | Mercedes F1 M13 E Performance 1,6 V6 t | BHR 14  | SAU Ret | AUS 6  | EMI 186 | MIA 13  | ESP 12  | MON 13 | AZE 8  | CAN 11  | GBR 13 | AUT 9   | FRA 9   | HUN 15  | BEL 15  | NED 17  | ITA Ret | SIN 5   | JPN 11  | USA 16  | MXC 7   | SAP Ret | ABU 9  |     |     | 37   | 12. místo |
| 2023 | Scuderia AlphaTauri          | AlphaTauri AT04 | Honda RBPTH001 1,6 V6 t                | BHR     | SAU     | AUS    | AZE     | MIA     | MON     | ESP    | CAN    | AUT     | GBR    | HUN 13  | BEL 16  | NED WD  | ITA     | SIN     | JPN     | QAT     | USA 15  | MXC 7   | SAP 13  | LVG 14  | ABU 11 |     |     | 6    | 17. místo |
| 2024 | Visa Cash App RB F1 Team     | RB VCARB 01     | Honda RBPTH002 1,6 V6 t                | BHR 13  | SAU 16  | AUS 12 | JPN Ret | CHN Ret | MIA 154 | EMI 13 | MON 12 | CAN 8   | ESP 15 | AUT 9   | GBR 13  | HUN 12  | BEL 10  | NED 12  | ITA 13  | AZE 13  | SIN 18  | USA     | MXC     | SAP     | LVG    | QAT | ABU | 12   | 17. místo |